# Mervyn Peake
Mervyn Laurence Peake (Kuling, 9 luglio 1911 – Burcot, 17 novembre 1968) è stato uno scrittore, pittore e illustratore inglese.

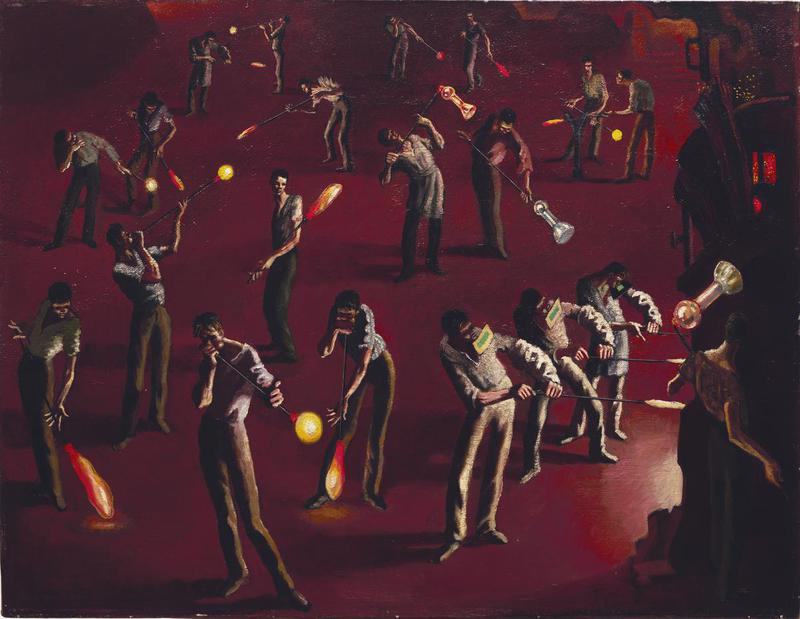
The Evolution of the Cathode Ray (Radiolocation) Tube (1943)

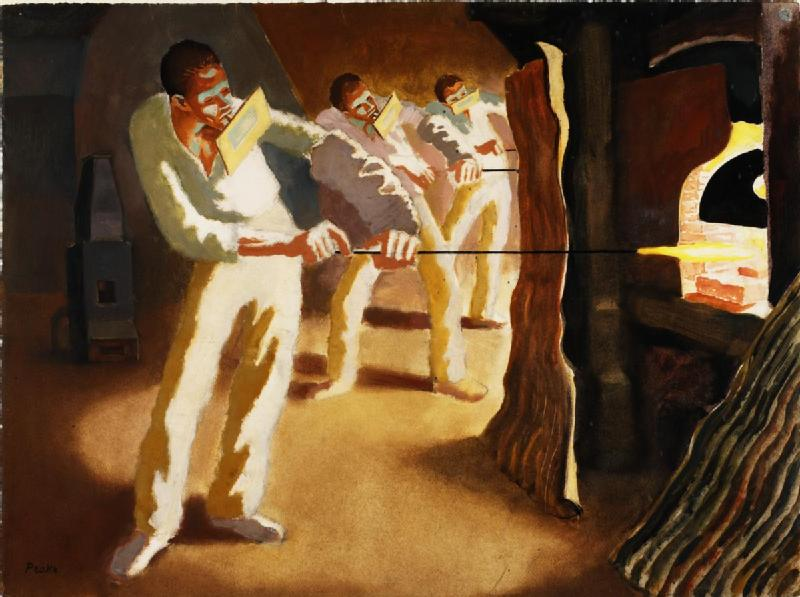
Glass-blowers 'Gathering' from the Furnace (1943)

La sua fama è legata alla trilogia di Gormenghast, un ciclo di romanzi (Titus Groan, Gormenghast, Titus Alone) caratterizzati da un'atmosfera fantastica surreale. Le vicende sono incentrate sulla fortezza di Gormenghast e sulla famiglia del suo regnante, il Conte Sepulcrio dei Lamenti. Benché il personaggio principale sia il nuovo sovrano Tito, di cui i romanzi raccontano la nascita e le tragiche vicende che ne conseguono, il vero protagonista del romanzo è la fortezza di Gormenghast.
Peake fu anche poeta, pittore e illustratore: famose sono le sue illustrazioni di alcuni classici della letteratura: Alice nel Paese delle Meraviglie di Lewis Carroll, La ballata del vecchio marinaio di Samuel Taylor Coleridge, le Favole dei Fratelli Grimm e Lo strano caso del dr. Jekyll e mr. Hyde di Robert Louis Stevenson.

## Biografia
Mervyn Peake nasce il 9 luglio 1911 a Kuling (Cina centrale) da genitori inglesi. Il padre, Ernest Cromwell Peake, era un medico della London Missionary Society. La famiglia si trasferisce a Tientsin, dove Peake riceve la prima formazione scolastica: qui dimostra subito grande interesse per il disegno e la letteratura. La famiglia si trasferisce in Inghilterra nel 1923. Nel 1929 Peake viene ammesso alla Royal Academy School di Londra. Inizia i primi lavori pittorici su commissione, opere satiriche e alcuni tentativi poetici.
Nel 1935 intraprende l'attività di insegnante di disegno; nel 1936 inizia una collaborazione come disegnatore con la rivista "London Mercury". Entra in contatto con circoli di scrittori inglesi, dei quali fa parte Dylan Thomas. In questi anni pubblica alcune poesie. Nel 1937 si sposa con Maeve Gilmore, da cui avrà tre figli. Inizia ad affermarsi come pittore, scrittore e illustratore di storie per ragazzi.
All'inizio della Seconda guerra mondiale Peake fa domanda per ottenere lo status di "Artista di Guerra", ma la richiesta non è accettata. Chiamato alle armi, inizia la stesura di Titus Groan sfruttando ogni istante di tempo libero. Nel 1941 riceve l'incarico di disegnatore per il corpo dei Royal Engineers, quindi entra nella scuola per cartografi dell'esercito del Regno Unito. Nel 1942, dopo il secondo esito negativo della richiesta di status di "Artista di guerra", Peake ha un primo crollo nervoso. Nel 1943 viene congedato dall'esercito per motivi di salute. Si avvia alla ricerca di un editore per Titus Groan che verrà pubblicato nel 1946.
Nel frattempo prosegue la sua intensa attività di illustratore: è del 1946 l'edizione illustrata di Alice nel Paese delle Meraviglie, una delle sue opere più celebri e apprezzate. Negli anni successivi si dedica al seguito di Titus Groan, Gormenghast. Dopo l'ennesimo crollo nervoso, nel 1958 gli viene diagnosticata la malattia di Parkinson; un recente studio ha invece rivisto la diagnosi come demenza a corpi di Lewy. Nonostante la malattia Peake riesce a portare a termine alcuni lavori, come le illustrazioni per i racconti di Balzac e l'edizione illustrata del poemetto La ballata della bomba volante, scritto fra il 1947 e il 1949. Il terzo romanzo della Trilogia di Gormenghast, Titus Alone, esce nel 1959. Muore il 17 novembre 1968.

## Stile e genere
Lo stile dei romanzi è caratterizzato da una prosa barocca e sofisticata, che lo eleva al rango dei più grandi scrittori in lingua inglese.
Le sue opere sono ascrivibili al genere fantasy, ma la definizione risulterebbe approssimativa: la trilogia di Gormenghast è caratterizzata da atmosfere gotiche che pervadono ambienti scenografici, i personaggi compongono una galleria di caratteri che parrebbe tratta da un romanzo di Dickens. Un tono umoristico pervade tutta l'opera anche nelle sue connotazioni più drammatiche, mentre l'ambientazione fantastica non impedisce di introdurre forti elementi di critica sociale. Questo stile barocco e multiforme difficilmente classificabile ha fatto pronunciare allo scrittore C. S. Lewis il più azzeccato commento all'opera di Peake: "Peake ha creato una nuova categoria, il Gormenghastly, e già ci meravigliamo di come prima potessimo vivere senza di essa e ci chiediamo come mai nessuno aveva saputo definirla prima di lui".

## Opere
- Captain Slaughterboard Drops Anchor (trad. it. Capitan Scannatutti) (1939)
- Shapes and Sounds (1941)La tomba di Mervyn Peake
- Rhymes without Reason (1944)

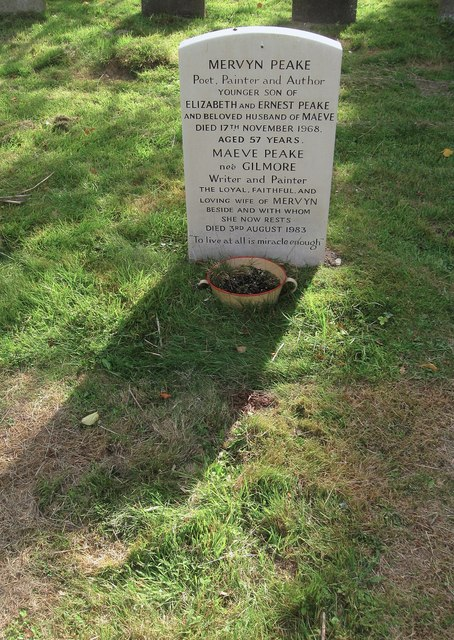
La tomba di Mervyn Peake

- Titus Groan (trad. it. Tito di Gormenghast) (1946)
- The Craft of the Lead Pencil (1946)
- Letters from a Lost Uncle (from Polar Regions) (trad. it. Lettere dal Polo Nord) (1948)
- Drawings by Mervyn Peake (1949)
- Gormenghast (trad. it. Gormenghast) (1950)
- The Glassblowers (1950)
- Mr. Pye (1953)
- Figures of Speech (1954)
- Titus Alone (trad. it. Via da Gormenghast) (1959)
- The Rhyme of the Flying Bomb (trad. it. La ballata della bomba volante) (1962)
- Poems and Drawings (1965)
- A Reverie of Bone and other Poems (1967)
- Selected Poems (1972)
- A Book of Nonsense (1972)
- Mervyn Peake: Writings and Drawings (1974)
- Twelve Poems (1975)
- Peake's Progress (1978)
- Ten Poems (1993)
- Eleven Poems (1995)
- The Cave (1996)